# Nicoletto da Torino
Nicoletto da Torino, in occitano Nic(c)olet de Turin o Nicolez de Turrin (fl. XIII secolo), è stato un menestrello e trovatore piemontese della prima metà del XIII secolo, probabilmente di Torino, anche se alcuni credono che il nome si riferisca al padre.
Di lui ci restano tre tenzones con Giovanni d'Albusson, Falquet de Romans e Uc de Saint Circ.
Nicoletto è probabilmente lo stesso "Nicolet" che appare nell'elenco dei joglars in Li fol e.il put e.il filol, un sirventes di Aimeric de Peguilhan, scritto alla corte dei Malaspina, probabilmente nel 1220 o giù di lì. Cronologicamente una tale identificazione è possibile fondarla in base ai lavori rimastici di Nicoletto e ai suoi riferimenti in essi contenuti. In base alla sua tenso con Falquet, Nicoletto evidentemente ha viaggiato nella Borgogna, dove trova gente "maleducata", e così ritorna in Italia alla corte di Biandrate.
Nicoletto scambia inoltre stanze con Uc de Saint Circ, lamentando il fatto che Adelaide di Vidalliana (oggi Viadana) non sia stata ricevuta con così tanto onore come Donella di Brescia e Selvaggia (forse Selvaggia d'Auramala, figlia di Corrado I Malaspina). Questa tenso viene solitamente datata al 1225 ca., quando Selvaggia, da quel che risulta, si trovava nel fiore della gioventù.

## Fonti
- (IT)  Bertoni, Giulio. I Trovatori d'Italia: Biografie, testi, tradizioni, note. Roma: Società Multigrafica Editrice Somu, 1967 [1915].
- (IT)  Paterson, Linda. "Joan d'Albuzon – Nicolet de Turin: En Nicolet, d'un sognie qu'ieu sognava (BdT 265.2 = 310.1)." Lecturae tropatorum, 1 (2008), pp. 1–18.